# إيل بورير سانت بيير
إلينور بورييه سانت بيير (من مواليد 20 فبراير 1995) والمعروفة باسم إيل بورييه سانت بيير، هي رياضية أمريكية في سباقات المضمار والميدان متخصصة في الجري لمسافات متوسطة وطويلة. فازت بميدالية ذهبية في سباق 3000 متر في بطولة العالم لألعاب القوى داخل الصالات المغلقة 2024 في غلاسكو. كما مثلت بورييه الولايات المتحدة في دورة الألعاب الأولمبية الصيفية 2020 في طوكيو.
في فبراير 2024، حطمت رقمها القياسي في سباق واناميكر مايل في ألعاب ميلروز في مدينة نيويورك، حيث ركضت 4:16.41. في أول مسابقة دولية كبرى لها منذ ولادة طفلها الأول، فازت بورير بالميدالية الذهبية في سباق 3000 متر في بطولة العالم لألعاب القوى داخل الصالات 2024 في غلاسكو، اسكتلندا.